# Landstuhl Regional Medical Center
Das Landstuhl Regional Medical Center (LRMC) ist mit rund 3300 Mitarbeitern das größte Lazarett der  US Army außerhalb der Vereinigten Staaten.

## Geografie
Das LRMC befindet sich auf dem Kirchberg, einem Berg innerhalb der Stadt Landstuhl.

## Auftrag

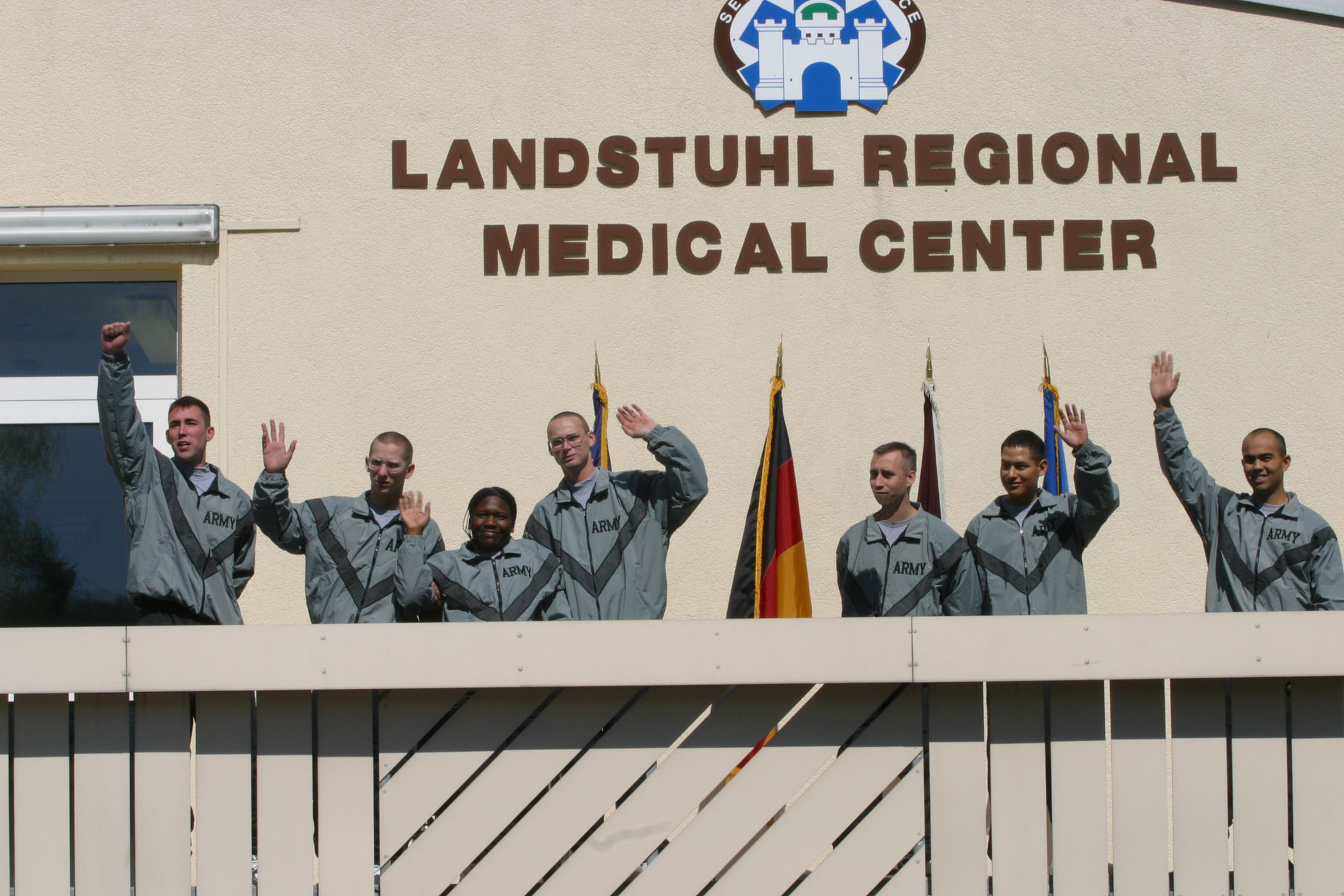
US-Soldaten aus ehemaliger irakischer Kriegsgefangenschaft grüßen vom Balkon des Landstuhl Regional Medical Center (April 2003).

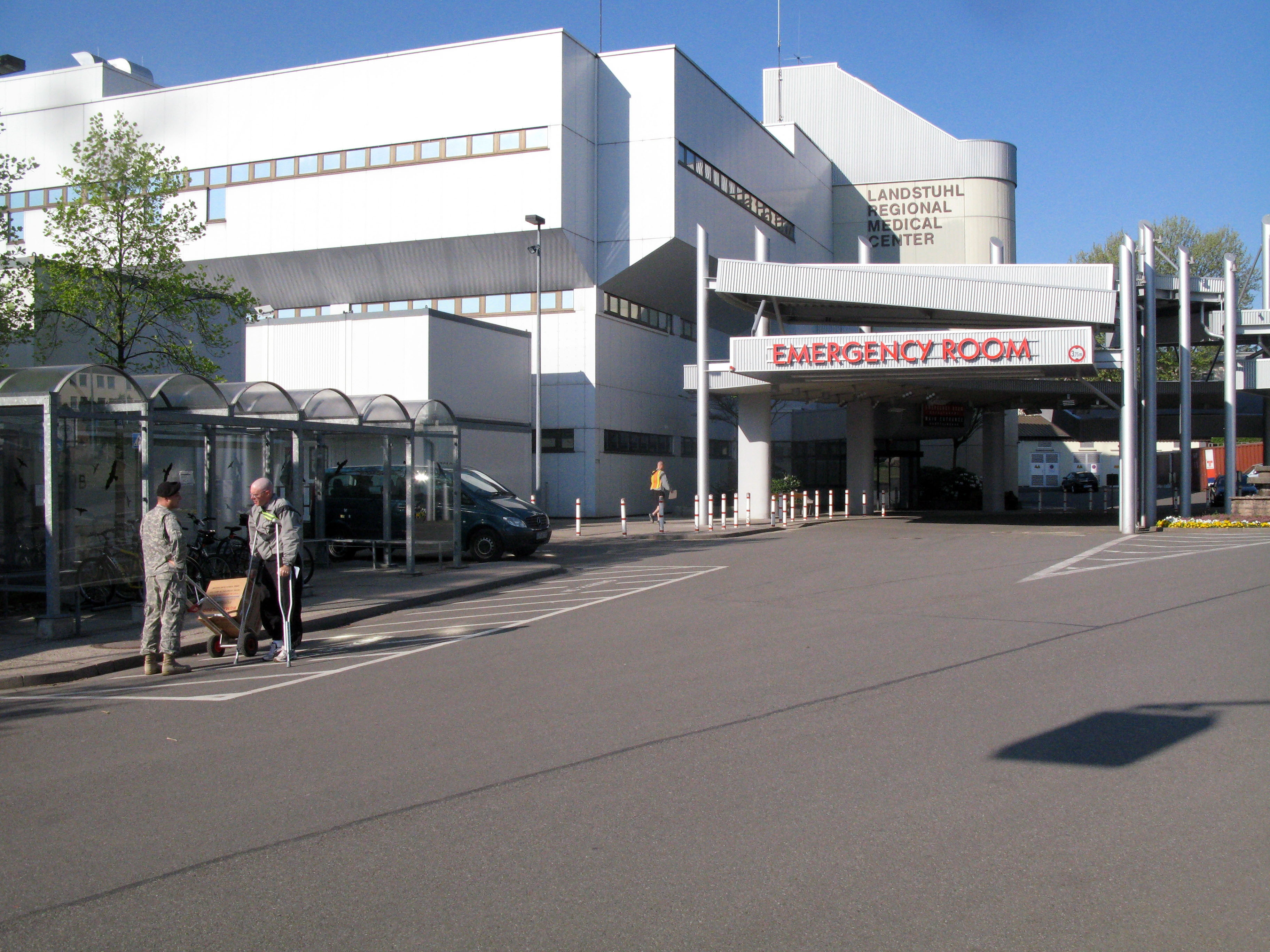
Eingang zur Notaufnahme (April 2011)

Das LRMC bietet die erste medizinische Versorgung auf befriedetem Gebiet für verletzte Soldaten aus dem Irak oder Afghanistan, die zur nahegelegenen Ramstein Air Base eingeflogen werden. Nach kurzem Aufenthalt werden sie, falls medizinisch vertretbar, weiterverlegt, z. B. ins Walter-Reed-Militärkrankenhaus in den Vereinigten Staaten. Darüber hinaus stellt es die medizinische Versorgung der Kaiserslautern Military Community sicher.
In der amerikanischen Militär-Rettungskette galt Landstuhl bis 2014 als „Level 4 – Center“ und als Ort der maximalen Traumaversorgung, wohin Patienten aus „Level 3 – Combat Support Hospitals“ mittels Critical Care Air Transport Teams schnellstmöglich ausgeflogen werden, um sie dort intensivmedizinisch zu stabilisieren. Weiterhin können komplexere und definitive Eingriffe im Rahmen der Unfallchirurgie, der Thorax-, Bauch-, Neuro- und Gefäßchirurgie durchgeführt werden, ebenso angiografische und andere radiologisch-invasive Verfahren. Die Weiterverlegung in die Vereinigten Staaten in „Level 5“-Zentren erfolgt meist erst nach Stabilisierung und zur Durchführung nicht-dringlicher Eingriffe sowie zur Rehabilitation. In einer prospektiven Studie von 2011 wurde ermittelt, dass innerhalb eines Jahres 87 schwerverletzte Patienten aus dem Irak aus der Joint Base Balad nach Landstuhl ausgeflogen wurden, von denen 80 % intubiert waren, und bei 13 % eine intrakranielle Drucküberwachung aufgrund eines Schädelhirntraumas notwendig war. Während des Fluges erhielten 9 % Bluttransfusionen. Durch die stringente Organisation konnte die Zeit von der Verletzung bis zur Verlegung in die USA auf 3–4 Tage und die Letalitätsrate erheblich reduziert werden.
Durch die abnehmende Zahl Schwerverletzter in Afghanistan und dem Irak wurde Landstuhl im Jahr 2014 auf ein Level-III-Center heruntergestuft.

## Stab
Im LRMC arbeiteten im März 2013 rund 3300 Mitarbeiter, darunter mehr als 1100 Soldaten. Das Krankenhaus bietet 149 feste Betten sowie weitere 218 Medical-Transient-Detachment-Betten, die vorwiegend zur Nutzung als Durchgangsstation sowie für Notfälle dienen. Zwischen September 2001 und Ende 2009 wurden im LRMC etwa 60.000 Patienten behandelt.

## Geschichte
Im Jahre 1938 begann auf dem heutigen Gelände des LRMC der Bau einer Adolf-Hitler-Schule, einer NS-Ausleseschule der Hitlerjugend.
Am 19. März 1945 wurden Landstuhl und die Schule von US-amerikanischen Truppen besetzt. Die US-Armee übernahm ab November 1951 das Alte Krankenhaus in der Hauptstraße in Landstuhl, während gleichzeitig die Planung für ein 1000-Betten-Militärhospital auf dem Gelände der ehemaligen Adolf-Hitler-Schule begann. Am 9. März 1953 wurden die ersten 375 Patienten in die noch unfertige Einrichtung verlegt, die dann wenige Wochen später – am 5. April – als 320th General Hospital eingeweiht wurde. Ein Jahr später wurde es in 2nd General Hospital umbenannt. Während der folgenden Jahrzehnte wurde das Krankenhaus mehrfach modernisiert und die Anzahl der Betten reduziert. Nach dem Flugtagunglück von Ramstein am 28. August 1988 wurden im LRMC 500 Leichtverletzte behandelt. Im Jahr 1994 wurde das 2nd General Hospital in Landstuhl Regional Medical Center umbenannt. Es wird derzeit von Colonel John M. Cho geleitet.
Als US-Präsident machte Barack Obama am 5. Juni 2009 einen Zwischenstopp auf der Ramstein Air Base, einzig um Kriegsverletzte in diesem Militärkrankenhaus zu besuchen.

### Zukunft des LRMC
Im Januar 2010 wurde bekannt, dass das US-Militär eine Schließung des heutigen Krankenhauses und eine Verlegung an einen anderen Standort erwäge. Präferiert wurde hierbei ein in nordöstlicher Richtung unmittelbar an die Ramstein Air Base angrenzendes Areal, das bis zu seiner Schließung als Außenstelle des Miesau Army Depot als Munitionslager benutzt wurde (Rhine Ordnance Barracks). Von der Verlagerung des Krankenhauses auf dieses Areal erhofft man sich eine bessere Anbindung an die Air Base und somit einen schonenderen Transport der aus den Einsatzgebieten eingeflogenen Verwundeten. Das Gelände des LRMC soll weiter vom US-Militär genutzt werden.
Am 24. Oktober 2014 fand auf dem Gelände des ehemaligen Munitionslagers in Weilerbach der erste Spatenstich statt zur Errichtung des 780 Millionen Euro teuren Bauvorhabens. Die Bundesrepublik Deutschland trägt dabei einen Anteil in Höhe von 130 Millionen Euro. Für Maßnahmen zur Kompensation des Eingriffs in Natur und Landschaft stellen die USA weitere zwölf Millionen Euro zur Verfügung. Mit zunächst 68 Betten, 120 Untersuchungs- und Behandlungsräumen sowie neun Operationssälen soll der Neubau ab 2028 sowohl das LRMC als auch die Ramstein Air Base Clinic ersetzen.
Bauherr des Rhine Ordnance Barracks Medical Center (ROBMC)-Projektes ist der Landesbetrieb Liegenschafts- und Baubetreuung Weilerbach (LBB); die Architekten sind Henningson, Durham and Richardson. Die Baukosten übersteigen mittlerweile 1 Mrd. Euro.

## Organspenden
Etwa die Hälfte der Soldaten, die in Landstuhl aufgrund von Kampfverletzungen in den Jahren 2005 bis 2010 starben, waren Organspender. Von 2005 bis 2010 haben 34 amerikanische Militärangehörige, die in Landstuhl starben, insgesamt 142 Organe gespendet, so die Deutsche Stiftung Organtransplantation. Im Jahr 2010 spendeten 10 der 12 amerikanischen Soldaten, die im LRMC starben, 45 Organe.

## Trivia
Am Ende der fünften Staffel der US-amerikanischen Serie The West Wing – Im Zentrum der Macht wird die Assistentin des stellvertretenden Stabschefs des Weißen Hauses, Donna Moss, bei einem Anschlag in Gaza schwer verletzt und daraufhin ins LRMC gebracht. Ihr Chef reist umgehend nach Deutschland und wird dort heimlich von palästinensischen Unterhändlern kontaktiert, um Friedensgespräche zu initiieren. Zu Beginn der sechsten Staffel kehrt Moss nach DC zurück.
In der siebten Staffel der US-amerikanischen Serie Grey’s Anatomy wird Landstuhl als neuer Arbeitsplatz der Ärztin Teddy Altman benannt.

## Geburtsort
Folgende in Deutschland bekannte Personen wurden dort geboren:
- LeVar Burton (Schauspieler)
- Rob Thomas (Musiker)
- Shawn Bradley (deutscher Basketballnationalspieler)
- Heather De Lisle (deutsch-amerikanische Journalistin und Moderatorin)
- John Anthony Castro (US-Politiker (GOP); Kandidat für die US-Präsidentschaft 2024)